# Oper am Gänsemarkt

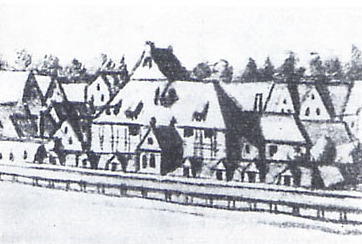
L'Oper am Gänsemarkt di Amburgo nel 1726

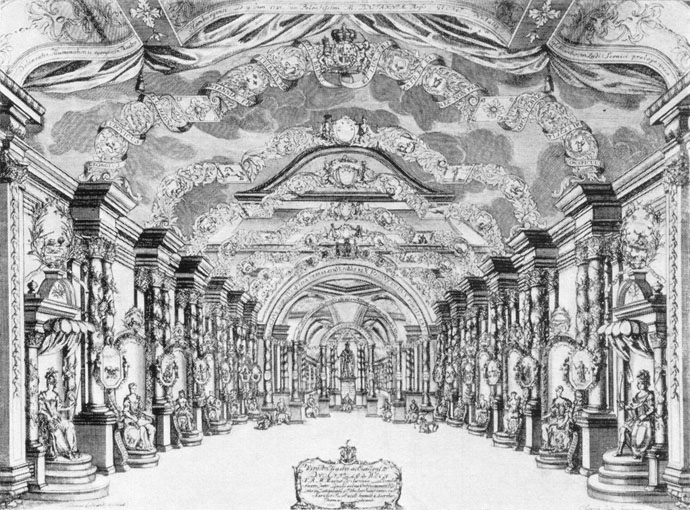
Oper am Gänsemarkt

L'Oper am Gänsemarkt (letteralmente Opera al mercato delle oche) è stato un teatro d'opera di Amburgo, in Germania, costruito nel 1678 su progetto di Girolamo Sartorio. Non era un teatro di corte, come quelli presenti in altre città. Chiunque poteva acquistare un biglietto, come a Venezia. La maggior parte delle opere rappresentate erano in lingua tedesca o con libretti tradotti, per intero o parzialmente, dalla lingua italiana.
Il teatro venne abbattuto nel 1756, ma poi ricostruito nel 1765.

## Storia
Amburgo era una città ricca e molto influenzata dalla guerra dei trent'anni.
La fondazione dell'Opera di Amburgo fu una iniziativa dell'avvocato, viaggiatore e aldermanno Gerhard Schott, che era stato colpito dalla lirica italiana, e Johann Adam Reincken, un organista della chiesa locale. Johann Theile, maestro di cappella di Cristiano Alberto di Holstein-Gottorp, che visse in esilio ad Amburgo negli anni 1675-1679 e 1684-1689, organizzò la prima rappresentazione. 
Per la costruzione del teatro, una compagnia privata, incaricò l'ingegnere e architetto italiano Girolamo Sartorio. Proteste e accuse da parte di alcuni ministri di Amburgo, prima e dopo l'apertura, andarono avanti per diversi anni, e sono conosciute come il primo "Hamburger Teaterstreit". Di queste polemiche si occupò il librettista e scrittore Barthold Feind.
L'inaugurazione avvenne il 2 gennaio 1678 con l'opera sacra di Johann Theile Adam und Eva, seguita dall'opera di Nicolò Minato e Antonio Sartorio con musica di Johann Wolfgang Franck, Cara Mustapha (1686) con Agostino Steffani, Carlo Pallavicino e Johann Sigismund Kusser (1793). A causa di una discussione con la direzione, Kusser organizzò l'opera nel refettorio del Duomo locale.
Nel 1695 Reinhard Keiser divenne maestro di cappella fino al 1718; dal 1703 al 1707 fu anche il direttore del teatro. Nel 1703 Georg Friedrich Händel andò da Halle ad Amburgo come violinista e clavicembalista, e durante e dopo una rappresentazione dell'opera Cleopatra ebbe luogo una sfida tra Händel e Johann Mattheson. Nel 1705 (?) Händel incontrò Gian Gastone de' Medici, che lo invitò a Pratolino.
Agostino Steffani, Johann Mattheson, Georg Friedrich Händel, Nicolaus Adam Strungk, Johann Philipp Förtsch, Georg Bronner, Johann Philipp Krieger, Georg Caspar Schürmann e Johann Georg Conradi composero Singspiele o opere barocche per l'Opera di Amburgo. C'erano rappresentazioni due o tre giorni alla settimana, e circa 90 spettacoli all'anno. La stagione lirica iniziava in inverno; in estate e durante le festività religiose il teatro era chiuso. A causa dei lunghi cambi di scena, ogni rappresentazione durava da quattro a sei ore e per questo iniziava nel pomeriggio.
Nel 1722 Georg Philipp Telemann assunse la direzione del teatro, che tenne fino alla fine del 1738. Nel 1727, venne rappresentata la prima opera in lingua tedesca, Dafne di Heinrich Schütz (andata perduta). From 1743 al 1750 il teatro venne utilizzato da Angelo Mingotti, per la rappresentazione di opere italiane di Johann Adolph Hasse e Giovan Battista Pergolesi. Christoph Willibald Gluck vi rappresentò le sue opere nel 1748. Nel 1750 il teatro venne venduto.

## Secondo teatro
Tra il 1767 e il 1770 Gotthold Ephraim Lessing fu il drammaturgo di quello che venne chiamato Deutsches Nationaltheater.